# تپه شماره ۱ امامزاده اولیاء
تپه شماره یک امامزاده اولیاء مربوط به دوره ساسانیان است و در شهرستان درگز، بخش چاپشلو، روستای امامزاده اولیاء واقع شده و این اثر در تاریخ ۲۴ فروردین ۱۳۸۲ با شمارهٔ ثبت ۸۲۶۲ به‌عنوان یکی از آثار ملی ایران به ثبت رسیده است.